# Strobilanthes pachys
Strobilanthes pachys är en akantusväxtart som beskrevs av C. B. Cl. och Merrill. Strobilanthes pachys ingår i släktet Strobilanthes och familjen akantusväxter. Inga underarter finns listade i Catalogue of Life.